# Lijst van dagbladen
Dit is een lijst van dagbladen, gesorteerd per land van verschijning (en niet per taalgebied). Waar mogelijk zijn er gegevens over het dagblad toegevoegd, zoals hoofdkantoor, oplage, verspreidingsgebied en uitgever.

## Andorra
- El Periòdic d'Andorra

## Aruba
Nederlands
- Amigoe, Oranjestad

Papiaments
- 24ora.com, Oranjestad
- Awemainta, Oranjestad
- Bon Dia Aruba, Oranjestad
- Diario, Oranjestad
- NoticiaCla, Oranjestad

Engels
- Aruba Today, Oranjestad

## Australië
- The Age, Melbourne
- The Australian, Sydney
- The Sydney Morning Herald, Sydney

## Bahama's
- Nassau Guardian, Nassau

## België
Nederlands
- Het Belang van Limburg, Hasselt
- Gazet van Antwerpen, Antwerpen
- Het Laatste Nieuws, Kobbegem
- De Morgen, Brussel
- Het Nieuwsblad, Groot-Bijgaarden
  - De Gentenaar, Groot-Bijgaarden
- De Standaard, Groot-Bijgaarden
- De Tijd, Brussel
- Het Bakske, Leuven

Frans
- L'Avenir, Namen
- L'Avenir Brabant wallon
- L'Avenir Namur/Dinant
- L'Avenir Entre-Sambre-et-Meuse
- L'Avenir Basse-Sambre
- L'Avenir du Luxembourg
- L'Avenir Verviers
- L'Avenir Huy-Waremme
- La Capitale
- Le Courier
- Le Courier de l'Escaut
- La Dernière Heure, Brussel
- L'Echo, Brussel
- Gazette de Liège, Brussel
- La Libre Belgique, Brussel
- Metro, Brussel
- La Meuse, Namen
- Nord Eclair, Namen
- La Nouvelle Gazette, Namen
- La Province, Namen
- Le Quotidien de Namur, Namen
- Le Soir, Brussel
- Les Sports, Brussel

Duits
- Grenz-Echo, Eupen

## Bosnië en Herzegovina
- Dnevni Avaz, Sarajevo
- Oslobođenje, Sarajevo

## Canada
Engels
- The Globe and Mail, Toronto
- Vancouver Sun, Vancouver

Frans
- Le Devoir, Montreal
- Le Droit, Ottawa
- La Presse, Montreal

## Chili
- Condor, Santiago (Duits)

## Denemarken
- Berlingske Tidende, Kopenhagen
- Ekstra Bladet, Kopenhagen
- Information, Kopenhagen
- Jyllands-Posten, Aarhus
- Politiken, Kopenhagen

## Duitsland
- Aachener Zeitung, Aken
- Berliner Morgenpost, Berlijn
- Berliner Zeitung, Berlijn
- Bild, Hamburg
- Bonner Rundschau, Bonn
- Frankfurter Allgemeine Zeitung, Frankfurt am Main
- Frankfurter Rundschau, Frankfurt am Main
- Freie Presse, Chemnitz
- Hamburger Abendblatt, Hamburg
- Hannoversche Allgemeine, Hannover
- Jüdische Allgemeine, Berlijn
- Kölner Stadtanzeiger, Keulen
- Lausitzer Rundschau, Cottbus
- Lübecker Nachrichten, Lübeck
- Main-Post, Würzburg
- Mitteldeutsche Zeitung, Halle
- Münchner Merkur, München
- Neues Deutschland, Berlijn
- Norddeutsche Neueste Nachrichten, Rostock
- Nordwest Zeitung, Oldenburg
- NRZ Essen, Düsseldorf
- Nürnberger Nachrichten, Neurenberg
- Ostsee-Zeitung, Rostock
- Ostthüringer Zeitung, Gera
- Rheinische Post, Düsseldorf
- Saarbrücker Zeitung, Saarbrücken
- Sächsische Zeitung
- Stuttgarter Zeitung, Stuttgart
- Süddeutsche Zeitung, München
- Südkurier, Friedrichshafen
- Der Tagesspiegel, Berlijn
- Die Tageszeitung taz, Berlijn
- Thüringische Landeszeitung, Weimar
- Die Welt, Hamburg/Berlijn
- Westdeutsche Allgemeine, Essen
- Westfälische Rundschau, Dortmund
- Wiesbadener Kurier, Wiesbaden

Sorbisch
- Serbske Nowiny, Bautzen (Budyšin)

## Estland
- Eesti Päevaleht, Tallinn
- Õhtuleht
- Postimees, Tallinn

## Finland
- Aamulehti, Tampere
- Helsingin Sanomat, Helsinki
- Hufvudstadsbladet, Helsinki
- Kaleva, Oulu
- Lapin Kansa, Rovaniemi

## Frankrijk
- La Croix, Parijs
- Journal des débats (1789-1944)
- Le Dauphiné Libéré
- La Dépêche du Midi, Toulouse
- Le Figaro, Parijs
- Libération, Parijs
- L'indépendant, Perpignan
- L'Humanité
- Midi Libre
- Le Monde, Parijs
- Le Progrès de Lyon, Lyon
- Le Républicain Lorrain, Metz
- Le Sud-Ouest, Bordeaux
- La Voix du Nord, Rijsel
- L'Yonne Républicaine, Auxerre

## Hongarije
- Dunántúli Napló, Pécs
- Magyar Hírlap, Boedapest
- Magyar Nemzet, Boedapest
- Népszabadság, Boedapest

## Ierland
- Irish Examiner Cork
- The Irish Independent, Dublin
- The Irish Times, Dublin

## Israël
Engels
- Haaretz, Tel Aviv (distributie met de International Herald Tribune)
- Jerusalem Post, Jeruzalem
- Yediot Ahronot, Tel Aviv (alleen virtueel)
- Hamodia, Jeruzalem

Frans
- Jerusalem Post édition française, Jeruzalem

Hebreeuws
- Globes, Tel Aviv
- Haaretz, Tel Aviv
- Hamodia, Jeruzalem
- Hazofe, Tel Aviv
- Maariv, Tel Aviv
- Yated Neeman
- Yediot Ahronot, Tel Aviv

## Italië
Italiaans
- Bresciaoggi, Brescia
- Corriere della Sera, Milaan
- L'eco di Bergamo, Bergamo
- Gazzetta di Modena, Modena
- Gazzetta di Parma, Parma
- Il giornale di Vicenza, Vicenza
- Giornale di Sicilia, Palermo
- La Repubblica, Rome
- La Stampa, Turijn
- Metro Italy
- Leggo
- City
- La Stampa Sera
- La Gazzetta dello Sport

Duits
- Dolomiten, Bozen
- Neue Südtiroler Tageszeitung, Bozen

Sloveens
- Primorski Dnevnik, Triëst

## Jordanië
- Jordan Times, Amman

## Letland
- Diena, Riga

## Liechtenstein
- Liechtensteiner Vaterland, Vaduz
- Liechtensteiner Volksblatt, Schaan

## Luxemburg
- Luxemburger Wort, Luxemburg
- Tageblatt, Esch-sur-Alzette

## Mexico
- Excélsior
- La Jornada
- El Norte, Nuevo León
- Novedades de México
- Reforma, Mexico-Stad
- El Universal

## Montenegro
- Dan, Podgorica

## Namibië
Afrikaans
- Republikein, Windhoek

Engels
- The Namibian, Windhoek
- New Era, Windhoek

Duits
- Allgemeine Zeitung, Windhoek

## Nederland
Landelijk
- Algemeen Dagblad, Rotterdam
- Het Financieele Dagblad, Amsterdam
- Nederlands Dagblad, Amersfoort
- NRC, Amsterdam
- nrc.next, Amsterdam
- Reformatorisch Dagblad, Apeldoorn
- De Telegraaf, Amsterdam
- Trouw, Amsterdam
- De Volkskrant, Amsterdam

Regionaal
- Barneveldse Krant, Barneveld
- BN/De Stem, Breda
- Brabants Dagblad,  's-Hertogenbosch
- Dagblad De Limburger, Maastricht
- Dagblad van het Noorden
- Eindhovens Dagblad, Eindhoven
- Friesch Dagblad, Leeuwarden
- De Gelderlander, Nijmegen
- De Gooi- en Eemlander, Hilversum
- Haarlems Dagblad,  Haarlem
- Leeuwarder Courant, Leeuwarden
- Leidsch Dagblad, Leiden
- Noordhollands Dagblad, Alkmaar
- Het Parool, Amsterdam
- Provinciale Zeeuwse Courant, Vlissingen
- De Stentor, Apeldoorn
- De Twentsche Courant Tubantia, Enschede

### BES eilanden
Nederlands
- Bonaire.nu

Papiaments
- Extra Boneriano, Bonaire

Engels
- Saba News, Saba

## Nederlandse Antillen
Nederlands
- Amigoe,  Willemstad
- Antilliaans Dagblad, Willemstad

Papiaments
- Èxtra, Willemstad
- La Prensa, Willemstad

Engels
- The Daily Herald, Philipsburg

## Noorwegen
- Adresseavisen, Trondheim
- Aftenposten, Oslo
- Agder, Flekkefjord
- Agderposten, Arendal
- Akers Avis, Oslo
- Akershus Amtstidende, Nesodden
- Altaposten, Alta
- Andøyposten, Andøya
- Arbeidets Rett, Røros
- Asker & Bærums Budstikke, Asker & Bærum
- Askøyværingen, Askøy
- AuraAvis, Sunndal
- Aust Agder Blad, Risør & Gjerstad
- Avisa Nordland, Bodø
- Avisa Ryfylke, Sauda
- Bergens Tidende, Bergen
- Bergensavisen (BA), Bergen
- Bladet Sunnhordaland, Stord
- Bladet Tromsø, Tromsø
- Bømlo-nytt, Bømlo
- Brønnøysund Avis, Brønnøysund
- Byavisa, Trondheim
- Bygdeposten, Buskerud
- Dagbladet, Oslo
- Dagen, Bergen
- Dagens Næringsliv, Oslo
- Dalane Tidende, Egersund
- Demokraten, Fredrikstad
- Dølen, Gudbrandsdalen
- Drammens Avisen, Drammen
- Drammens Tidende, Drammen
- Driva, Nordmøre
- Eidsvold Blad/Ullensaker Blad, Romerike
- Fædrelandsvennen, Kristiansand
- Farsunds Avis, Farsund
- Finnmark Dagblad, Hammerfest
- Finnmarken, Vadsø
- Firda, Førde
- Firdaposten, Florø
- Fiskeribladet, Harstad
- Fjell-Ljom, Røros
- Fjuken, Ottadalen, Skjåk, Lom & Vågå
- Fosna-Folket, Fosen
- Framtid i Nord, Nord-Troms
- Fredriksstad Blad, Fredrikstad
- Fremover, Narvik
- Friheten, Oslo
- Gausdølen, Gausdal
- Gjengangeren, Horten
- Gjesdalsbuen, Gjesdal & Figgjo
- Glåmdalen, Kongsvinger
- Grannar, Ølen & Etne
- Grenda, Kvinnherad
- Grimstad Adressetidende, Grimstad
- Gudbrandsdølen Dagningen, Lillehammer
- Hadeland, Gran
- Halden Arbeiderblad, Halden
- Hallingdølen, Ål
- Hamar Arbeiderblad, Hamar
- Hamar Dagblad, Hamar
- Hardanger Folkeblad, Odda
- Harstad Tidende, Harstad
- Haugesund Avis, Haugesund
- Helgeland Arbeiderblad, Mosjøen
- Hitra - Frøya, Sandstad
- Hordaland, Voss
- Indre Akershus Blad, Bjørkelangen
- Indre Smaalenenes Avis, Mysen
- Innherreds Folkblad, Inherad
- Jærbladet, Jæren
- Jarlsberg Avis, Holmestrand
- Klassekampen, Oslo
- Kragerø Blad, Vestmar, Kragerø
- Kvinnheringen, Husnes
- Laagendalsposten, Kongsberg
- Laksevågsposten, Laksevåg
- Levangeravisa, Levanger
- Lillesandsposten, Lillesand
- Lindesnes, Mandal
- Lofotposten, Lofoten
- Marsteinen, Austevoll
- Meløyavisa, Meløy
- Min Aigi, Karasjok
- Morgenbladet, Oslo
- Moss Avis, Moss
- Moss Dagblad, Moss
- Namdalsavisa, Namsos
- Nationen, Oslo
- Nordhordland, Knarvik
- Nordlys, Tromsø
- Nye Troms, Målselv, Bardu & Balsfjord
- Opdalingen, Oppdal
- Oppland Arbeiderblad, Gjøvik
- Østlandets Blad, Follo
- Østlandsposten, Larvik
- Østlendingen, Elverum
- Øvre Smaalene, Askim
- Øyene, Nøtterøy & Tjøme
- Porsgrunn Dagblad, Porsgrunn
- Rakkestad Avis, Rakkestad
- Rana Blad, Mo i Rana
- RanaPosten, Mo i Rana
- Raumnes, Årnes
- Regionavisa, Sunnmøre
- Ringerikes Blad, Hønefoss
- Rogalands Avis, Stavanger
- Romerikets Blad, Romerike
- Romsdals Budstikke, Molde
- Røyken & Hurums Avis, Røyken
- Saltenposten, Salten
- Sami Press, Kautokeino
- Sande Avis, Sande i Vestfold
- Sandefjords Blad, Sandefjord
- Sandnesposten, Sandnes
- Sarpsborg Arbeiderblad, Sarpsborg
- Sekken.net, Romsdal
- Selbyggen, Selbu
- Setesdølen, Bygland
- Sirdølen, Tonstad
- Sofie.no, Sogn og Fjordane
- Sognavis, Sogn og Fjordane
- Solabladet, Sola
- Sør-Trøndelag, Orkanger
- Stavanger Aftenblad, Stavanger
- Stavanger Avisen, Stavanger
- Steinkjer-Avisa, Steinkjer
- Stjørdalen Blad, Stjørdal
- Strandbuen, Ryfylke
- Sunnhordland, Stord
- Sunnmørsposten, Ålesund
- Svalbardposten, Longyearbyen
- Sydvesten, Bergen
- Telemarksavisa, Skien
- Telen, Notodden
- Tidens Krav, Kristiansund
- Tønsbergs Blad, Tønsberg
- Troms Folkeblad, Finnsnes
- Tromsø, Tromsø
- Trønderavisa, Steinkjer
- Trønderbladet, Melhus
- Tvedestrands Posten, Tvedestrand
- Tysnes Bladet, Tysnes
- Valdres, Fagernes
- Varden, Telemark
- Varingen, Nittedal
- Vårt Land, Oslo
- Vennesla Tidende, Vennesla
- Verdalingen, Verdal
- Verdens Gang, Oslo
- Vest Telemark Blad, Kviteseid
- Vesterålen online, Vesterålen
- Vestnytt, Fjell, Sund & Øygarden
- Vikebladet Vestposten, Ulstein

## Oostenrijk
- Kronen Zeitung, Wenen
- Kurier, Wenen
- Die Presse, Wenen
- Der Standard, Wenen
- Österreich, Wenen
- Heute, Wenen
- Wirtschaftsblatt, Wenen
- Kleine Zeitung, Graz
- Neue Kärntner Tageszeitung, Klagenfurt
- Vorarlberger Nachrichten, Schwarzach
- Neue Vorarlberger Tageszeitung, Schwarzach
- Tiroler Tageszeitung, Innsbruck
- OÖ Nachrichten, Linz
- Die Presse, Wenen
- Wiener Zeitung, Wenen[1]

## Polen
- Dziennik Polski, Kraków
- Fakt, Warschau
- Gazeta Poznanska, Poznań
- Gazeta Wyborcza, Warschau
- Nowy Swiat, Warschau
- Rzeczpospolita, Warschau
- Super Express, Warschau
- Trybuna (voorheen Trybuna Ludu), Warschau
- Wieczór Wroclawia, Wroclaw
- Życie Warszawy, Warschau

## Portugal
- Correio do Minho, Braga
- Diário de Coimbra, Coimbra
- Diario do Minho, Braga
- Diario de Noticias, Lissabon
- Jornal de Noticias, Lissabon
- Jornal do Algarve

## Roemenië
- AZI, Boekarest
- Ardevarul, Boekarest
- Cotidianul, Boekarest

## Rusland
Russisch
- Izvestia, Moskou
- Kommersant, Moskou
- Komsomolskaja Pravda, Moskou
- Nezavisimaja Gazeta, Moskou
- Novaja Gazeta, Moskou
- Pravda, Moskou
- Rossijskaja Gazeta, Moskou
- Kurjer Karelii, Petrozavodsk

Ossetisch
- Rastdzinad, Vladikavkaz

## Servië
Servisch
- Blic, Belgrado
- Borba, Belgrado
- Danas, Belgrado
- Dnevnik, Novi Sad
- Glas javnosti, Belgrado
- Kurir, Belgrado
- Press, Belgrado
- Politika, Belgrado
- Sportski žurnal, Belgrado
- Vecernje novosti, Belgrado

Hongaars
- Magyar Szó, Subotica

## Slovenië
- Delo, Ljubljana
- Dnevnik, Ljubljana
- Večer, Maribor

## Spanje
Spaans
Algemene nieuwsbladen
- ABC, Madrid
- La Gaceta, Madrid
- El Mundo, Madrid
- El País, Madrid
- La Vanguardia, Barcelona

Economische bladen
- Cinco Días, Madrid
- Expansión, Madrid

Sportbladen
- As
- Estadio Deportivo
- Marca
- El Mundo Deportivo
- Sport
- Super Deporte

Regionale bladen
- ABC de Sevilla, Sevilla
- Canarias7, Las Palmas de Gran Canaria
- El Comercio, Gijón
- Córdoba, Córdoba
- El Correa de Andalucía, Sevilla
- El Correo Español - El Pueblo Vasco, Bilbao
- El Correo Gallego, Santiago de Compostella
- El Día, Santa Cruz de Tenerife
- El Día de Ciudad Real, Ciudad Real
- Diari de Tarragona, Tarragona
- Diario de Avisos, Santa Cruz de Tenerife
- Diario de Burgos, Burgos
- Diario de Cádiz, Cádiz
- Diario de León, León
- Diario de Mallorca, Palma
- Diario de Navarra, Pamplona
- Diario de Noticias, Pamplona
- Diario la Rioja, Logroño
- El Diario Montañés, Santander
- El Diario Vasco, San Sebastián
- Faro de Vigo, Vigo
- La Gaceta de Salamanca, Salamanca
- Heraldo de Aragón, Zaragoza
- Hoy Diario Extremadura, Badajoz
- Ideal de Andalucía, Peligros
- Información, Alicante
- Levante, Valencia
- El Norte de Castilla, Valladolid
- La Nueva España, Oviedo
- La Opinión - El Correo de Zamora, Zamora
- El Periódico de Aragón, Zaragoza
- El Periódico de Catalunya, Barcelona
- El Periódico de Extremadura, Cáceres
- El Periódico Mediterráneo, Castellón de la Plana
- El Progreso
- La Provincia, Las Palmas de Gran Canarias
- Las Provincias, Valencia
- Sur, Málaga
- Última Hora, Palma
- La Verdad, Murcia
- La Voz de Asturias, Oviedo
- La Voz de Avilés, Avilés
- La Voz de Galicia, A Coruña

Verdwenen kranten
- Diario 16
- Público, Madrid

Catalaans
- Ara (Barcelona
- El Punt Avui (fusie in 2011 van Avui, Barcelona en El Punt, Girona)
- El Periódico de Catalunya, Barcelona
- La Vanguardia, Barcelona
- Segre, Lleida

## Sri Lanka
- Virakesari

## Thailand
- Bangkok Post, Bangkok (in het Engels)
- Bangkok Shuho, Bangkok (in het Japans)
- Business Day, Bangkok (in het Engels)
- Chiang Mai Mail, Chiang Mai (in het Engels)
- Dailynews, Bangkok (in het Thais)
- The Nation, Bangkok (in het Engels)
- Kom Chad Leuk, Bangkok (in het Thais)
- Krungthep Turakit, Bangkok (in het Thais)
- Matichon, Bangkok (in het Thais)
- Pattaya Mail, Pattaya (in het Engels)
- Poejakarnraiwan, Bangkok (in het Thais)
- Siam Rath, Bangkok (in het Thais)
- Thansettakit, Bangkok (in het Thais)
- Thai Rath, Bangkok (in het Thais)
- Post Today, Bangkok (in het Thais)

## Tsjechië
- Blesk, Praag
- Hospodářské noviny, Praag
- Lidové noviny, Praag
- MF Dnes, Praag
- Právo, Praag

## Turkije
- Cumhuriyet, Istanboel
- Milliyet, Istanboel
- Posta Gazetesi
- Zaman, Istanboel

## Vaticaanstad
- L'Osservatore Romano, Vaticaanstad

## Venezuela
- El Nacional, Caracas

## Verenigd Koninkrijk
- Daily Express
- Daily Mail
- The Daily Mirror
- Daily Star
- Daily Telegraph
- Financial Times, Londen
- The Guardian, Manchester
- The Independent, Londen
- The Morning Star
- Newcastle Evening Chronicle, Newcastle
- Northern Echo
- Northumberland Gazette, Sunderland
- The Observer
- The Scotsman, Edinburgh
- The Sun / News of the World
- Sunderland Echo
- The Times
- Yorkshire Post, Leeds

## Verenigde Staten
- The Arizona Republic, Phoenix
- USA Today
- Atlanta Journal-Constitution
- Baltimore Sun
- The Boston Globe
- Chicago Tribune
- The Plain Dealer of Cleveland (Ohio)*Cleveland, Ohio
- Denver Post/Rocky Mountain News
- Detroit News/The Free Press
- Houston Chronicle
- Los Angeles Times
- The Miami Herald uit Miami
- Newark Star-Ledger
- New York Post
- The New York Times
- New York Daily News
- The Philadelphia Inquirer
- Star Tribune uit Minneapolis
- The Dallas Morning News
- San Francisco Chronicle
- Seattle Times
- San Diego Union-Tribune
- St. Louis Post-Dispatch
- The Wall Street Journal
- The Washington Post

## Zimbabwe
- The Herald
- The Financial Gazette
- Zimbabwe Metro

## Zuid-Afrika
Afrikaans
- Beeld, Johannesburg
- Die Burger, Kaapstad
- Die Son, Kaapstad
- Volksblad, Bloemfontein

Engels
- Business Day, Johannesburg
- Cape Argus, Kaapstad
- Cape Times, Kaapstad
- The Citizen, Johannesburg
- Daily Dispatch, Oos-Londen
- Daily News, Durban
- The Daily Sun, Johannesburg
- The Mercury, Durban
- The Sowetan, Johannesburg
- The Star, Johannesburg

## Zweden
- Aftonbladet
- Dagens Nyheter, Stockholm
- Göteborgs-Posten, Göteborg
- Svenska Dagbladet, Stockholm

## Zwitserland
- Aargauer Zeitung, Aarau
- Basler Zeitung, Bazel
- Berner Zeitung, Bern
- Der Bund, Bern
- Corriere di Ticino, Lugano
- Le Matin, Lausanne
- Neue Schwyzer Zeitung, Schwyz
- Die Südostschweiz, Chur
- La Suisse
- Tribune de Genève, Genève
- Schaffhauser Nachrichten, Schaffhausen
- Solothurner Zeitung, Solothurn
- Zofinger Tagblatt, Zofingen
- Neue Zürcher Zeitung, Zürich